# Saint-Denis, Seine-Saint-Denis
Saint-Denis este un oraș în Franța, sub-prefectură a departamentului Seine-Saint-Denis, în regiunea Île-de-France, la 5 km nord-est de Paris. Orașul s-a format în jurul Bazilicii Saint Denis, dedicată Sfântului Dionisie, primul episcop al Parisului. Bazilica este necropola regală a Franței.

## Personalități născute aici
- Anne Vernon (n. 1924), actriță.